# 가와치국

가와치 국

가와치국(일본어: 河内国 가와치노쿠니[*])는 기나이에 있던 일본의 옛 구니이다. 현재의 오사카부 동부에 해당한다. 설치 초기에는 오사카 부의 남동부(이즈미국 영역)도 포함했다. 가슈(일본어: 河州 가슈[*])라고도 한다.

## 연혁
가와치 국은 7세기에 설립되었다. 레이키 2년(716년) 4월 16일, 오도리 군, 이즈미 군, 히네 군을 떼어내어 "이즈미 감"(和泉監)으로 분리했다. 요로 4년(720년) 11월, 가타시모 군(堅下郡)과 가타가미 군(堅上郡)을 병합혀어 오가타 군(大縣郡)을 설치했다. 덴표 12년(740년) 8월 20일, 이즈미 감을 다시 가와치 국으로 합병하였다. 덴표호지 원년(757년) 5월 8일, 이즈미국(和泉国)을 다시 분리시켰다. 도쿄(道鏡) 정권 하에서 유게노미야(由義宮)가 건설되어, 서경으로 불렸다. 이에 따라 진고케이운 3년 (769년), 가와치 국이 폐지되고 대신 특별 행정 조직인 "가와치 직"(河内職)이 설치되었다. 도쿄의 실각으로 다음 해에 원래대로 되돌려졌다.

## 군
- 맛타군(일본어판)(茨田郡)
- 가타노군(일본어판)(交野郡) (아스카 시대 후기에 맛타 군으로부터 분리됨)
- 사사라군(일본어판)(讃良郡)
- 가와치군(일본어판)(河内郡)
- 다카야스군(高安郡)
- 오가타군(일본어판)(大県郡)
- 와카에군(일본어판)(若江郡)
- 시부카와군(일본어판)(渋川郡)
- 시키군(일본어판)(志紀郡)
- 아스가베군(일본어판)(安宿部郡)(安宿郡로 적기도 함）
- 후루이치군(일본어판)(古市郡)
- 이시카와군(일본어판)(石川郡)
- 니시고리군(일본어판)(錦部郡)
- 다지히군(일본어판)(丹比郡) (헤이안 시대 후기에 분리됨)
  - 단난군(일본어판)(丹南郡)
  - 단보쿠군(일본어판)(丹北郡)
  - 야카미군(일본어판)(八上郡) (헤이안 시대 후기에 단보쿠군에서 분리됨)

## 같이 보기
- 요도번
- 면섬유